# Diocèse de Middlesbrough
Le diocèse de Middlesbrough (en latin : Dioecesis Medioburgensis) est un diocèse suffragant de l'archidiocèse de Liverpool, basé à Middlesbrough, en Angleterre, et faisant parti de la province ecclésiastique de Liverpool. Il a été constitué le 20 décembre 1878, lors de la scission du diocèse de Beverley qui couvrait tout le Yorkshire. 

## Territoire
Le diocèse couvre une partie du Yorkshire de l'Est et du Yorkshire du Nord en Angleterre.
Le siège de l'évêque se trouve dans le quartier de Coulby Newham à Middlesbrough, à la cathédrale Sainte-Marie.
Les écoles catholiques du diocèse sont gérées par le Nicholas Postgate Catholic Academy Trust et le St Cuthbert's Roman Catholic Academy Trust. 
Le territoire est divisé en 68 paroisses, avec (en 2023) 12 diacres et 115 prêtres (56 diocésains et 59 religieux).

## Histoire

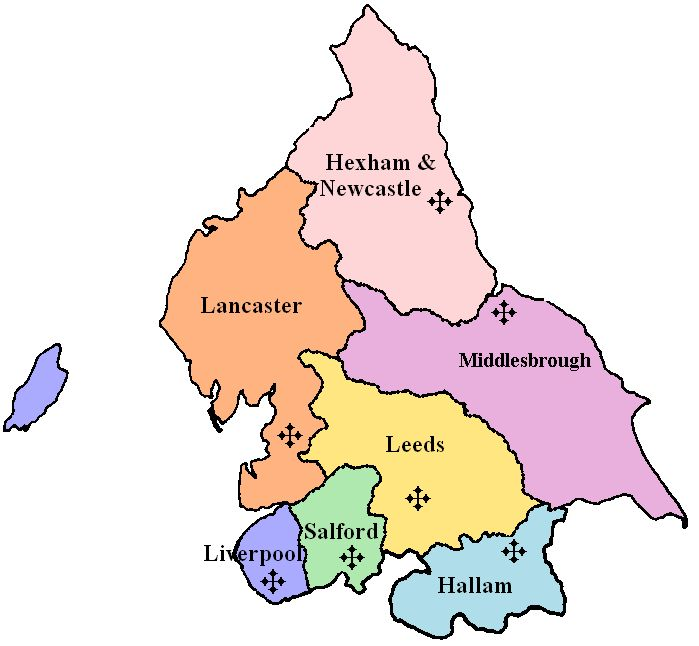
Localisation du diocèse parmi la province ecclésiastique de Liverpool.

Le diocèse a été créé le 20 décembre 1878, lorsque le diocèse de Beverley, qui couvrait alors l'ensemble du Yorkshire, a été divisé entre le diocèse de Middlesbrough, qui couvrait les circonscriptions du nord et de l'est du Yorkshire et les paroisses de la ville de York situées au nord de la rivière Ouse, et le diocèse de Leeds, qui couvrait la circonscription ouest du Yorkshire et les paroisses de la ville de York situées au sud de la rivière Ouse. En 1982, les deux paroisses de York situées au sud de la rivière Ouse ont été cédées au diocèse de Middlesbrough afin d'unifier la ville de York sous l'autorité d'un seul évêque. La paroisse de Howden a été transférée de Middlesbrough au diocèse de Leeds en 2004.

## Source
- (en) Cet article est partiellement ou en totalité issu de l’article de Wikipédia en anglais intitulé « Roman Catholic Diocese of Middlesbrough » (voir la liste des auteurs).